# دهستان صحرا
دهستان صحرا دهستانی از توابع بخش انابد شهرستان بردسکن در استان خراسان رضوی ایران است، براساس سرشماری سال ۱۳۹۵ جمعیت آن ۸٬۵۹۳ نفر (۲٬۶۷۹ خانوار) بوده است.

## روستاها
- ابراهیم‌آباد
- اسلام‌آباد
- انصاریه
- باب‌الحکم
- برجک
- برناباد
- بهارآباد
- جلال‌آباد
- جوادیه
- چاه دشت محمدخان ۵
- چاه دشت محمدخان ۸
- چاه دشت محمدخان ۱۲
- چاه دشت محمدخان ۱۳
- چاه سلطان
- چاه محمدامین
- چاه موتور شماره ۷ دشت محمدخان
- چاه موتور شماره ۹ دشت محمدخان
- چاه موتور شماره ۱۱ دشت محمدخان
- چشمه چهل
- حطیطه
- خنجری
- دوغ‌آباد
- زمان‌آباد
- سیاه‌آب
- شریعت‌آباد
- شریف‌آباد
- صادقیه
- علی‌بیک
- فاطمیه
- فتح‌آباد
- کلاته جمعه
- مارندیز
- مظفرآباد
- ملک بابو
- هدف
- یحیی‌آباد